# Lake Elmenteita
Lake Elmenteita er en meget saltholdig og lavvandet i Riftdalen, ca. 120 km nordvest for Nairobi i Kenya.

## Geografi
Elmenteita er afledt af Masai-ordet muteita, der betyder "støvsted", en henvisning til  det tørre og støvede  området, især mellem januar og marts. Byen Gilgil ligger i nærheden af søen. I den syd-nordlige rækkefølge af Rift Valley-søer ligger Elmenteita mellem Naivashasøen og Nakurusøen. Den store Nairobi-Nakuru-motorvej (A104) løber langs den nærliggende søbred og giver bilisterne en spektakulær udsigt mod søen. I dag er søen et beskyttet område på grund af sit fugleliv og er, sammen med Nakurusøen og Bogoriasøen, blevet udnævnt til UNESCO-verdensarvsted. Et område på 
10,880 hektar blev i 2005 udpeget til ramsarområde; Der er  blevet talt over 610 000 fugle af mere end 450 arter (hvoraf 80 er vandfugle) i området.
I den sydlige ende af søen findes de varme kilder "Kekopey", hvor en indført fisk, Lake Magadi tilapia (Alcolapia grahami), yngler. De nærliggende rørskove er fiskepladser for nathejreer og pelikanerer.
]